# Adam Lamberg

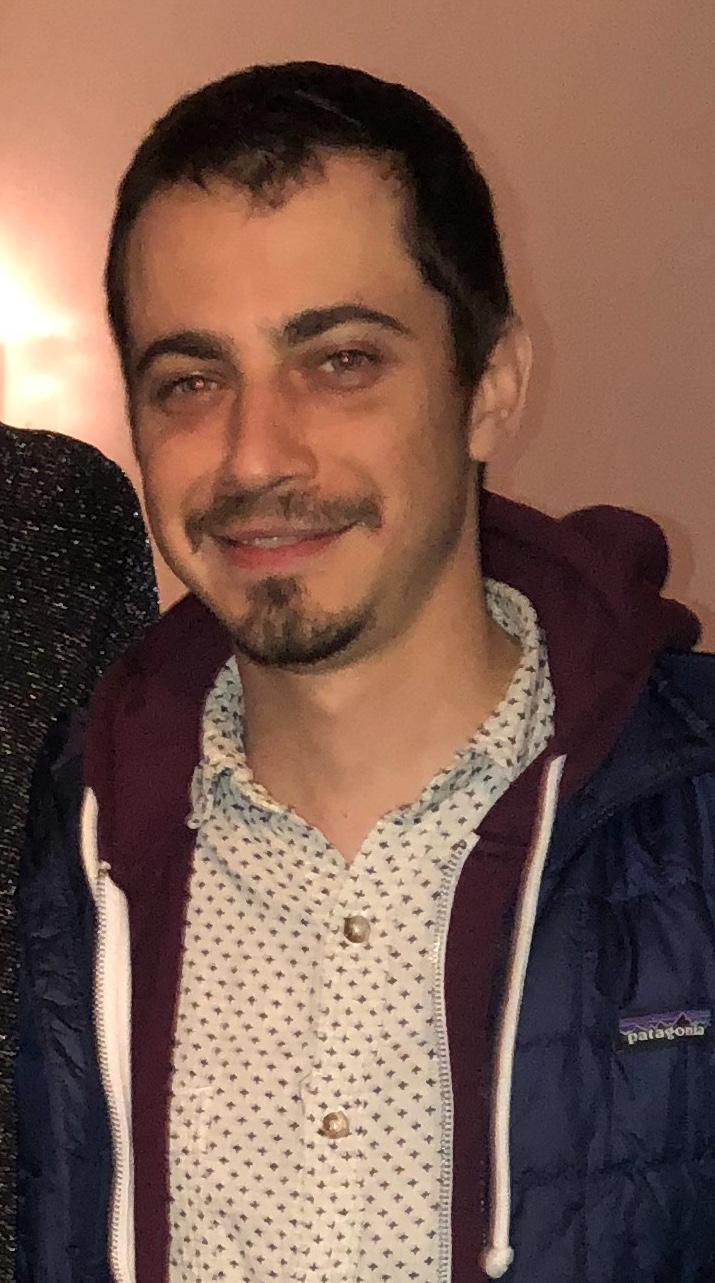
Adam Lamberg (2018)

Adam Matthew Lamberg (* 14. September 1984 in New York City) ist ein US-amerikanischer Schauspieler.

## Biografie
Mit sieben Jahren bekam er seine erste kleine Rolle in einem amerikanischen Werbespot. Anschließend spielte er mehrere kleine Rollen in Filmen wie Ich bin nicht Rappaport oder Radiant City. Einem breiteren Publikum wurde er durch die Fernsehserie Lizzie McGuire bekannt, in der er zwischen 2001 und 2004 in einer der Hauptrollen den Schüler David „Gordo“ Gordon verkörperte. In dem Film Popstar auf Umwegen (2003), einem Spinoff der Serie, spielte er diese Rolle ebenfalls. Wenige Jahre nach dem Ende der Serie zog sich Lamberg aus dem Schauspielgeschäft zurück, seine letzte Rolle spielte er im Jahr 2008 in der Komödie Beautiful Loser an der Seite von Laura Breckenridge. Ende 2019 sollte er in einer Neuauflage der Serie Lizzie McGuire erneut neben Hilary Duff vor der Kamera stehen, später wurde die geplante Neuauflage aber abgesagt.
Lamberg studierte Geografie an der Berkeley University in Kalifornien und arbeitet seit 2012 für das Irish Arts Center in New York.

## Filmografie
- 1996: Radiant City (Fernsehfilm)
- 1996: Ich bin nicht Rappaport (I'm Not Rappaport)
- 1996: Dead Man’s Walk – Der tödliche Weg nach Westen (Larry McMurtry's Dead Man's Walk; Fernseh-Miniserie, eine Folge)
- 1998: Abraham Lincoln – Die Ermordung des Präsidenten (The Day Lincoln Was Shot; Fernsehfilm)
- 2001: Lonesome
- 2001: Max Keebles großer Plan (Max Keeble's Big Move)
- 2001: The Pirates of Central Park (Kurzfilm)
- 2001–2004: Lizzie McGuire (Fernsehserie, 65 Folgen)
- 2003: Popstar auf Umwegen (The Lizzie McGuire Movie)
- 2005: When Do We Eat?
- 2008: Beautiful Loser